# Pesäntäjärvi
Pesäntäjärvi är en sjö i Finland. Den ligger i kommunen Kouvola i landskapet Kymmenedalen, i den södra delen av landet, 160 km nordost om huvudstaden Helsingfors. Pesäntäjärvi ligger 80,3 meter över havet. Arean är 3,12 kvadratkilometer och strandlinjen är 26,32 kilometer lång. Sjön  ingår i Kymmene älvs huvudavrinningsområde.   I omgivningarna runt Pesäntäjärvi växer i huvudsak blandskog.
I övrigt finns följande i Pesäntäjärvi:
- Vasikkasaari (en ö)
- Haukkallionsaaret (en ö)
- Jätkäsaari (en ö)
- Löyhynsaari (en ö)
- Kohosaari (en ö)
- Hietasaari (en ö)
- Vehmaansaaret (en ö)
- Koivulahdensaari (en ö)
- Kivisalmensaari (en ö)
- Mustasaari (en ö)
- Häimäränsaari (en ö)
- Naarankoskensaari (en ö)